# Fort Pitt

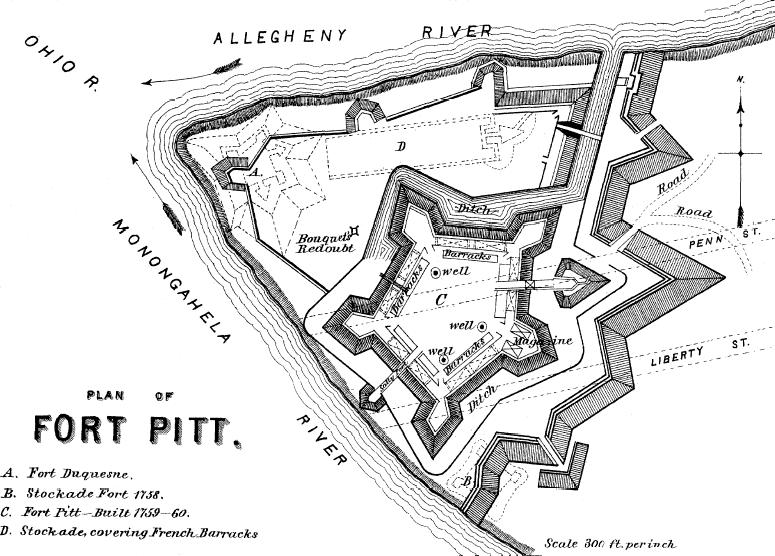
Skiss som visar Fort Pitts utseende 1795.

Fort Pitt var en fästning som anlades 1759-1761 av Storbritannien vid Alleghenyflodens och Monongahelaflodens sammanflöde vid vad som nu är Pittsburgh. Nya Frankrike hade tidigare haft en skans, Fort Duquesne, på denna plats. Fästningen uppkallades efter statsmannen William Pitt den äldre, som då var Storbritanniens premiärminister.